# Автобан (фильм)
«Автобан» — британско-германский фильм режиссёра Эрен Криви 2016 года. Премьера фильма прошла в Японии 10 июня 2016 года. В сентябре 2016 года фильм показывался на Фестивале американского кино в Довиле.

## Сюжет
Американец Кейси Штайн (Николас Холт), в прошлом профессиональный угонщик, скрывается от правосудия в Кёльне. Здесь он знакомится с соотечественницей Джульеттой Марне (Фелисити Джонс), влюбляется в неё и завязывает с работой наркодилера. Молодые встречаются и счастливы, пока у Джульетты не случается приступ, после которого Кейси надо найти большую сумму денег для пересадки почки. Кейси возвращается к бывшему боссу Герану (Бен Кингсли) и соглашается украсть у Хагена Каля (Энтони Хопкинс), поставщика наркотиков, грузовик с товаром. Кража приводит к погоне, перестрелке и разборкам между Гераном и Хагеном. Кейси удаётся спасти подругу и начать с ней новую жизнь.

## В ролях
| Актёр          | Роль            |
| -------------- | --------------- |
| Николас Холт   | Кейси Штайн     |
| Фелисити Джонс | Джульетта Марне |
| Энтони Хопкинс | Хаген Каль      |
| Бен Кингсли    | Геран           |
| Марван Кензари | Маттиас         |

## Критика
Фильм не смог окупиться в прокате и получил в основном негативные отзывы кинокритиков. На сайте Rotten Tomatoes собрано 37 рецензий критиков, 22 % из них — положительные. Средний рейтинг составляет 4 балла из 10. На Metacritic фильму выставлена оценка 33 балла из 100 на основе 10 обзоров кинокритиков.